# Kdo chytá v žitě
Kdo chytá v žitě (anglicky The Catcher in the Rye) je román, který napsal Jerome David Salinger a 16. července 1951 jej vydalo nakladatelství Little, Brown and Company. Kniha byla od začátku kontroverzní hlavně kvůli vulgarismům, sexualitě a hněvu dospívající mládeže. Od vydání knihy se prodalo více než deset milionů výtisků a časopis Time ji zařadil mezi stovku nejlepších anglicky napsaných knih od roku 1923.
Kniha vyšla v češtině poprvé v roce 1960 v překladu Rudolfa a Luby Pellarových.

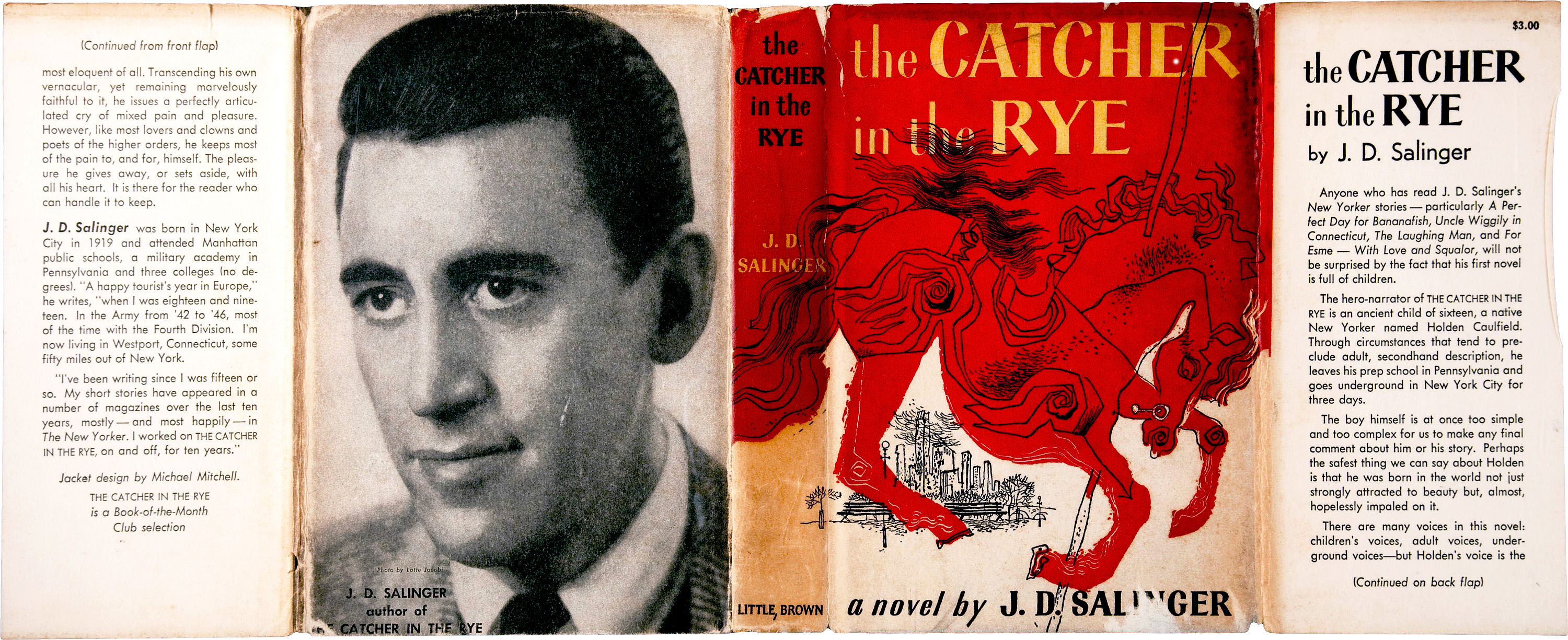
Obal prvního vydání knihy

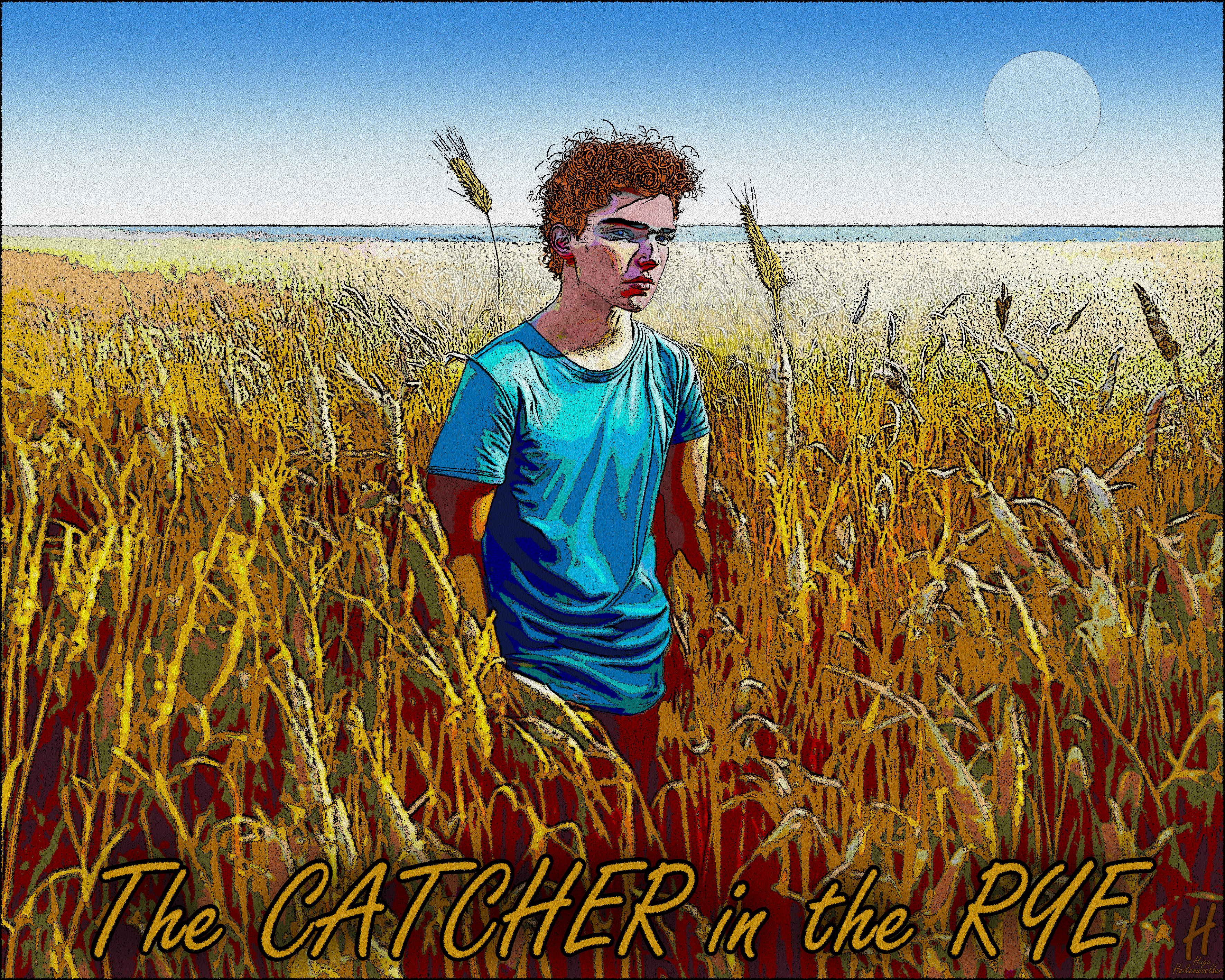
Ilustrace ke knize

## Děj
Děj knihy se odehrává během tří dnů v prosinci 1949 ve fiktivním pensylvánském městečku Agerstown a v New Yorku. Vypravěčem je Holden Caulfield, šestnáctiletý syn zámožného newyorského advokáta. Je to svérázný mudrlant, sarkasticky glosující dění okolo sebe, pohrdající měšťáckým snobstvím a stádností, za cynickou slupkou je ovšem hluboká vnitřní nejistota a zoufalé hledání něčeho, co má opravdu smysl. Před Vánoci je Holden vyhozen z prestižní soukromé školy v Agerstownu pro nezájem o učení a neustálé konflikty s pedagogy a spolužáky. Rozhodne se, že nepůjde ze školy přímo domů, ale ubytuje se v hotelu a vrhne se do newyorského nočního života, seznamuje se s barmany, taxikáři a prostitutkami. Citlivý mladík postupně poznává pokrytectví, bezohlednost a chamtivost dospělých, během bloudění městem se dostává na pokraj duševního a fyzického zhroucení. Plánuje, že odjede na venkov a najde si práci na ranči svého kamaráda v Coloradu. Mladší sestra  Phoebe ho ale přemluví, aby šel domů a přiznal se rodičům. Holden končí v léčebně, kde vypráví svůj příběh.
V knize vystupují další postavy: Holdenovi spolubydlící na internátu, natvrdlý Ackley a sebestředný seladon Stradlater, přítelkyně Sally Hayesová, se kterou se pohádá kvůli jejím konformním názorům, nabubřelý intelektuál Carl Luce nebo Holdenův bývalý učitel pan Antolini, který mu říká: „Známkou nezralého člověka je, že chce kvůli něčemu podstoupit vznešenou smrt, zatímco známkou zralého člověka je, že chce kvůli něčemu v příkoří žít.“
Holden také zmiňuje lidi, kteří v příběhu přímo nevystupují, ale hráli v jeho životě důležitou roli: mladšího bratra Allieho, který zemřel na leukémii, staršího bratra  D.B., nadaného spisovatele, který se stal hollywoodským scenáristou, nebo kamarádku Hanku, s níž se poznal na prázdninách v Maine.

## Název

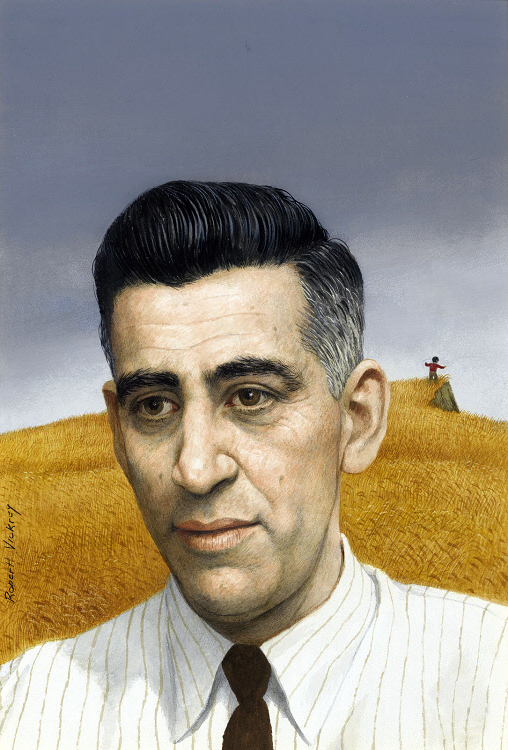
Ilustrace zobrazující J. D. Salingera z časopisu Time vydaného v roce 1961

Název knihy je parafrází na báseň Roberta Burnse Comin' Thro The Rye. Holden potká na ulici chlapečka, který si zpívá „Když někoho potká někdo, jak jde žitem kdes“. Protože Holden dává své intuici přednost před formálním vzděláním, vsugeruje si, že verš zní „Když někoho chytí někdo, jak jde žitem kdes“. Když se ho pak Phoebe ptá, jakou má představu o svém budoucím povolání, vypráví jí o žitném poli, kde si hrají děti. Na kraji pole je strmý sráz a u něho by chtěl stát Holden a chytat děti, aby nespadly. To je jediné zaměstnání, které má podle něj smysl.

## Zajímavost
Knihu Kdo chytá v žitě měl u sebe vrah Mark David Chapman, který zabil Johnna Lennona, někdejšího člena slavné britské hudební skupiny The Beatles, večer 8. prosince 1980 před jeho bytem v New Yorku, kdy z pěti výstřelů čtyři zasáhly tělo.